# Fotoelektrický jev

Schéma fotoefektu

Fotoelektrický jev či fotoefekt je fyzikální jev, při němž jsou elektrony uvolňovány z obalu atomu a následně mohou být emitovány (vyzařovány) z látky (nejčastěji z kovu) v důsledku absorpce elektromagnetického záření (např. rentgenové záření nebo viditelného světla) látkou. Emitované elektrony jsou pak označovány jako fotoelektrony a jejich emise se označuje jako fotoelektrická emise (fotoemise).
Pokud jev probíhá na povrchu látky, tzn. působením vnějšího elektromagnetického záření se elektrony uvolňují do okolí látky, hovoří se o vnějším fotoelektrickém jevu. Fotoelektrický jev však může probíhat i uvnitř látky, kdy uvolněné elektrony látku neopouští, ale zůstávají v ní jako vodivostní elektrony. V takovém případě se hovoří o vnitřním fotoelektrickém jevu (viz fotodioda, fototranzistor).
Pokud na látku dopadají elektrony, které způsobují vyzařování fotonů, mluví se o inverzním (obráceném) fotoelektrickém jevu.
Studium fotoelektrického jevu mělo vliv na pochopení duality vln a částic.

## Popis jevu

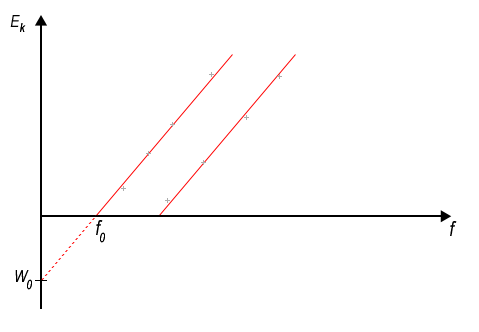
Schematický graf závislosti kinetické energie elektronu na frekvenci dopadajícího světla

Bylo zjištěno, že při ozáření některých látek (především kovy) se tyto látky nabijí. Vzhledem k emisi (tedy ztrátě) elektronů se nabijí kladně. Tak se nabije třeba zinek osvětlený ultrafialovým světlem.
Při ozáření vzorku polychromatickým elektromagnetickým zářením byly přitom pohlceny krátké vlnové délky a delší vlny ve spektru zůstaly.
Pro krátké vlnové délky došlo k emisi vodivostních elektronů z kovu, pro delší vlny jev nenastal při libovolné intenzitě dopadajícího záření. Pro krátké vlnové délky se zároveň se zvýšením intenzity záření zvyšoval počet uvolněných elektronů, ale neměnila se energie těchto elektronů.
Podle představ klasické fyziky by elektronům měla být předána kinetická energie dopadajícího elektromagnetického vlnění. Energie elektromagnetických vln souvisí s intenzitou záření, tzn. energie emitovaných elektronů by měla záviset na intenzitě dopadajícího záření. Experimenty však ukázaly, že kinetická energie emitovaných elektronů je závislá na frekvenci a nikoliv na intenzitě dopadajícího záření.
Experimentálně bylo zjištěno, že pokud frekvence dopadajícího záření klesne pod tzv. mezní (prahový) kmitočet {\displaystyle \nu _{0}}, fotoemise se neobjevuje. Mezní frekvence je charakteristickou vlastností každé látky. Pokud je frekvence {\displaystyle \nu } dopadajícího záření vyšší než mezní frekvence {\displaystyle \nu _{0}}, mají fotoelektrony energii v rozmezí od nuly do určité maximální hodnoty {\displaystyle E_{\text{max}}}. Maximální hodnota energie {\displaystyle E_{\text{max}}} je lineární funkcí frekvence a platí pro ni vztah
{\displaystyle E_{\text{max}}=h(\nu -\nu _{0})=h\nu -h\nu _{0}},
kde {\displaystyle h} je Planckova konstanta.
Tyto vlastnosti fotoelektrického jevu není klasická fyzika schopná vysvětlit.

## Kvantové vysvětlení
Podivné chování elektromagnetického záření při interakci s látkou vysvětlil až Einstein v roce 1905 s využitím poznatků právě se rodící kvantové teorie. Byla to především Planckem prezentovaná teorie, že elektromagnetické záření předává svou energii při interakcích s jinými částicemi nespojitě, po takzvaných kvantech. Velikost kvanta energie závisí na frekvenci (vlnové délce) elektromagnetického záření, přičemž platí
{\displaystyle E=h\nu =\hbar \omega },
kde {\displaystyle h} je Planckova konstanta, {\displaystyle \nu } je frekvence elektromagnetického záření, {\displaystyle \omega =2\pi \nu } je jeho kruhová frekvence a {\displaystyle \hbar =h/2\pi } je redukovaná Planckova konstanta. Pro toto kvantum světla se vžil název foton.
Záření při dopadu předává energii elektronům na povrchu zkoumané látky. Je-li vlnová délka {\displaystyle \lambda } světla dostatečně malá, pak frekvence {\displaystyle \nu } a tedy i energie ({\displaystyle E=h\nu =hc/\lambda }), kterou záření po dopadu předá elektronu, může dosáhnout dostatečné hodnoty pro uvolnění tohoto elektronu z vazby v obalu atomu. Hodnota této energie potřebné k uvolnění elektronu se označuje jako ionizační energie. Velikost ionizační energie, kterou potřebují elektrony k uvolnění z látky se někdy označuje jako fotoelektrická bariéra. Předáním dostatečné energie elektronům je možné tuto bariéru překonat (hovoří se také o tzv. výstupní práci). Minimální frekvence, při níž dopadající fotony předávají elektronům energii potřebnou k překonání této bariéry se označuje jako prahová frekvence.
Při velkých vlnových délkách (nízkých frekvencích a tedy i energiích) se jev neprojeví, protože energie fotonu nestačí na uvolnění elektronu z obalu atomu.
Pokud je energie předaná elektronu větší než je potřeba k jeho uvolnění (tedy větší než výstupní práce), pak fotoelektronu po opuštění látky část energie zůstane. Tato energie má formu kinetické energie elektronu.
Z těchto úvah získal Einstein rovnici fotoelektrického jevu
{\displaystyle h\nu =h\nu _{0}+E_{\text{max}}\,},
kde {\displaystyle h\nu } je energie dopadajícího fotonu, {\displaystyle h\nu _{0}} je minimální energie potřebná k uvolnění elektronu (tedy výstupní práce) a {\displaystyle E_{\text{max}}} je maximální možná energie uvolněného elektronu.
Z uvedené rovnice je vidět, že energie uvolněného elektronu závisí pouze na frekvenci dopadajícího záření, a nikoliv na intenzitě tohoto záření. Je také vidět, že bez ohledu na intenzitu dopadajícího záření nemůže při {\displaystyle \nu <\nu _{0}} dojít k uvolnění elektronů, tzn. nedochází k fotoefektu. Elektrony mohou při cestě k detektoru prodělat neelastickou srážku a část své energie ztratit (zvlášť elektrony vyražené z vnitřku látky), proto jejich energie leží v rozmezí od nuly do {\displaystyle E_{\text{max}}}. Ačkoliv intenzita dopadajícího záření nemá vliv na energii uvolněných elektronů, ovlivňuje jejich počet. Při větší intenzitě záření je větší také počet uvolněných elektronů.

### Inverzní fotoelektrický jev
Pokud na látku dopadají elektrony, které způsobují vyzařování fotonů, mluví se o inverzním (obráceném) fotoelektrickém jevu.
Energie pohybujícího se elektronu je obvykle podstatně větší než potenciálová hráz, proto lze hodnotu výstupní práce zanedbat proti kinetické energii elektronu, tzn.
{\displaystyle E_{k}=h\nu }
Při dopadu elektronu na kov (obecně na látku) dochází obvykle ke ztrátě jeho kinetické energie postupně, tzn. několika srážkami s částicemi látky, kdy jim elektron předává svoji energii ve formě tepla, které zůstane obsaženo v látce (zvýší se její teplota v místě dopadu). Některé elektrony však mohou při jednom nárazu ztratit tolik své energie (až celou při jediném nárazu), že se tato energie může přeměnit v částici elektromagnetického záření, tzn. ve foton, který následně látku opustí. Tímto způsobem je možné (při dostatečně vysoké počáteční energii elektronů) získat fotony rentgenového záření.
Pokud dojde k přeměně celé energie elektronu ve foton jedním nárazem, bude fotonu dodáno největší možné množství energie, tzn.
{\displaystyle E_{k}=h\nu _{\text{max}}=eU},
kde {\displaystyle e} je elektrický náboj elektronu a {\displaystyle U} je urychlující potenciál.
Vyjádřením pomocí vlnové délky získáme tzv. Duane-Huntův zákon.
{\displaystyle \lambda _{\text{min}}U={\frac {hc}{e}}={\text{konst}}},
kde {\displaystyle c} je rychlost světla.
Z tohoto vztahu plyne, že se zvyšováním urychlujícího potenciálu se maximum energie posouvá ke kratším vlnovým délkám, což bylo také experimentálně pozorováno.

## Historie
Fotoelektrický jev v roce 1887 poprvé popsal Heinrich Hertz. Pozoroval, z pohledu tehdejší fyziky nevysvětlitelné, chování elektromagnetického vlnění při dopadu na povrch kovu.
Kvantové vysvětlení poskytl Albert Einstein. Einstein za vysvětlení fotoelektrického jevu a za svůj přínos k teoretické fyzice dostal Nobelovu cenu v roce 1921.

## Využití
Fotoelektrický jev lze využít pomocí velkoplošných panelů s fotočlánky k přímé přeměně solární energie na elektrickou, využívají ho i jiné elektronické součástky např. fotodioda nebo fototranzistor.
Vnitřní fotoelektrický jev našel uplatnění především u polovodičů citlivých na světlo. Při osvětlení se v těchto polovodičích uvolňují elektrony z atomových orbitalů a mohou se pak uplatnit jako nosiče proudu. Malé fotočlánky se využívají například v solárních kalkulačkách.
Inverzní fotoelektrický jev se uplatňuje v rentgenových lampách pro generování rentgenového záření, kdy je kinetická energie elektronů urychlovaných vysokým napětím absorbována uvnitř kovové anody (např. z wolframu) za vzniku spektra fotonů rentgenového záření. Spektrum energie takto vygenerovaných fotonů sahá od 0 eV až po hodnotu odpovídající vysokému napětí, kterým jsou elektrony ve svazku proti anodě urychlovány (jednotky až tisíce keV), přičemž ve spektru jsou znatelné špičky charakteristické pro materiál anody.